# Historie biblijne
Historie biblijne / Najwspanialsze historie biblijne (ang. The Greatest Adventure: Stories from the Bible) – amerykański serial animowany z wytwórni Hanna-Barbera. Serial opowiada o dwójce młodych archeologów: Margo i Dereku oraz ich pomocniku Mokim, którzy podczas wykopalisk archeologicznych wpadli w wir ruchomych piasków. Kiedy pył i kurz opadł odkryli oni, że znajdują się w tajemniczej grocie w której znajdują się posągi i dzieła sztuki stworzone przez starożytne cywilizacje. Na końcu groty znaleźli drzwi, które otwarły portal przenosząc ich w czasy biblijne.

## Obsada
- Darleen Carr – Margo
- Terry McGovern – Derek
- Darryl Hickman – Derek
- Rob Paulsen – Moki
- Michael Rye – narrator

## Wersja polska
W Polsce serial był emitowany na kanale Polsat w wersji z lektorem, którym był Jerzy Rosołowski. Serial został wydany w wersji dubbingowej na kasetach VHS na początku lat 90. przez Polskie Nagrania „Muza”.
Wersja polska: CWPiFT „POLTEL"
Reżyseria: Henryka Biedrzycka
Tekst polski: Stanisława Dziedziczak, Joanna Klimkiewicz
Dźwięk: Andrzej Kowal
Montaż: Zofia Dmoch
Kierownictwo produkcji: Małgorzata Zielińska
Konsultacja biblistyczna: ks. dr Marek Major
Dystrybucja: Hanna-Barbera Poland
Produkcja i rozpowszechnianie: Polskie Nagrania „Muza”
Wystąpili:
- Gustaw Holoubek – narrator
- Grzegorz Kucias – Derek
- Waldemar Andrykowski – Derek
- Krzysztof Ibisz – Derek (odcinki "Józef i Jego bracia" oraz "Historia Wielkanocna")
- Barbara Bursztynowicz – Margo
- Tomasz Kozłowicz – Moki
- Mariusz Leszczyński – Noe, Goliat, arcykapłan przy królu Herodzie (w odcinku „Narodzenie”)
- Włodzimierz Press – Aaron, wysłannik króla Saula
- Piotr Fronczewski – Jozue
- Henryk Talar – Symeon
- Magdalena Zawadzka – Dalila

## Spis odcinków
| N/o            | Polski tytuł           | Angielski tytuł                  |
| -------------- | ---------------------- | -------------------------------- |
|                |                        |                                  |
| SERIA PIERWSZA |                        |                                  |
|                |                        |                                  |
| 01             | Daniel w jaskini lwów  | Daniel and the Lions' Den        |
|                |                        |                                  |
| 02             | Arka Noego             | Noah's Ark                       |
|                |                        |                                  |
| 03             | Józef i jego bracia    | Joseph and His Brothers          |
|                |                        |                                  |
| 04             | Mojżesz                | Moses                            |
|                |                        |                                  |
| 05             | Dawid i Goliat         | David and Goliath                |
|                |                        |                                  |
| 06             | Narodzenie             | The Nativity                     |
|                |                        |                                  |
| 07             | Jozue i upadek Jerycha | Joshua and the Battle of Jericho |
|                |                        |                                  |
| 08             | Stworzenie świata      | The Creation                     |
|                |                        |                                  |
| 09             | Królowa Estera         | Queen Esther                     |
|                |                        |                                  |
| 10             | Jonasz                 | Jonah                            |
|                |                        |                                  |
| 11             | Samson i Dalila        | Samson and Delilah               |
|                |                        |                                  |
| 12             | Cuda Jezusa            | The Miracles of Jesus            |
|                |                        |                                  |
| 13             | Historia Wielkanocna   | The Easter Story                 |
|                |                        |                                  |